# Armorial des familles basques (Ip - Ir)
Cet article décrit l'armorial des familles basques par ordre alphabétique et concerne les familles dont les noms commencent par les lettres « Ip » successivement jusqu’à « Ir ».

## Blasonnements

### Ip
Famille Ipalategui (Guipuscoa) :
| Blason | Blasonnement : Coupé, au 1 d'or au sautoir de gueules ; au 2 aussi d'or au sanglier de sable sur un pré de sinople. Note : Les blasonnements de cette page sont tous issus de cet ouvrage qui cite également d'autres sources. Commentaires : Maion noble à Laskano près de Tolosa. |

Famille Iparraguirre (Irun) :
| Blason | Blasonnement : D'or à une bande d'azur chargée d'ondes d'argent, accostée de deux saules de sinople, un en chef, l'autre en pointe, celui du chef senestré d'un sanglier de sable appuyé contre le tronc, celui de la pointe chargé d'un sanglier de sable brochant sur le fût et attaché par une chaîne. Note : Les blasonnements de cette page sont tous issus de cet ouvrage qui cite également d'autres sources. Commentaires : José María Iparraguirre ( 1820-1881 ), Bertsulari, poète et chanteur, auteur de l'hymne basque Gernikako Arbola, était natif de Villareal de Urretxu, près de Zumarraga, où une statue lui fut élevée en 1890. |

Famille Ipenarrieta (Guipuscoa) :
| Blason | Blasonnement : D'argent à la bande de gueules chargée de quatre chevrons d'or, accostée de deux loups passants de sable surmontés chacun d'une étoile d'azur. À la bordure de gueules chargée de dix flanchis d'or. Note : Les blasonnements de cette page sont tous issus de cet ouvrage qui cite également d'autres sources. Commentaires : Palacio de Villareal de Urretxu, près de Zumarraga. Ochoa de Ipenarrieta vivait à Villareal de Urretxu en 1463. |

### Ir
Famille Irabigui (Fontarrabie) :
| Blason | Blasonnement : De gueules au lion rampant d'or, accompagné de quatre feuilles de peuplier d'argent, 2 en chef et 2 en pointe. À la bordure dentelée d'argent. Note : Les blasonnements de cette page sont tous issus de cet ouvrage qui cite également d'autres sources. |

Famille Iracheta (Navarre) :
| Blason | Blasonnement : D'or à deux loups passants de sable, armés et lampassés de gueules, poses l'un sur l'autre. Alias : et une bordure d'or chargée de huit roses de gueules. Note : Les blasonnements de cette page sont tous issus de cet ouvrage qui cite également d'autres sources. Commentaires : Maison noble au lieu de ce nom, à Leoz, près de Tafalla. |

Famille Iraeta (Guipuscoa) :
| Blason | Blasonnement : D'argent au chêne de sinople fruité d'or, accompagné d'un sanglier de sable brochant au pied de l'arbre, et adextré d'un chaudron de sable. Note : Les blasonnements de cette page sont tous issus de cet ouvrage qui cite également d'autres sources. Commentaires : Ancienne maison noble de Cestona (Zestoa), l'une des vingt-quatre maisons nobles avec droit de vote aux Cortes. |

Famille Iranda (Hendaye) :
| Blason | Blasonnement : Note : Les blasonnements de cette page sont tous issus de cet ouvrage qui cite également d'autres sources. Commentaires : La terre d'Iranda, à Hendaye, fut érigée en marquisat par Charles III, roi d'Espagne, en faveur de Simon d'Aragorry, conseiller honoraire du roi d'Espagne en son Conseil des finances, par lettres patentes du 9 novembre 1764, reconnu en France par lettres enregistrées en avril 1782. |

Famille Irala (Guipuscoa) :
| Blason | Blasonnement : D'or au lion rampant de gueules ; à la bordure d'azur chargée de treize feuilles de peuplier d'argent. Note : Les blasonnements de cette page sont tous issus de cet ouvrage qui cite également d'autres sources. Commentaires : Ancienne maison noble à Anzuola, au sud de Bergara. La tour de Irala fut édifiée en 1593 par Juan de Zabala, mari de Maria de Irala y Loyola. |

Famille Iraola (Guipuscoa) :
| Blason | Blasonnement : D'or à deux lions de gueules affrontés et se combattant, surmontés de trois fleurs de lys d'azur. Note : Les blasonnements de cette page sont tous issus de cet ouvrage qui cite également d'autres sources. Commentaires : Ancien lignage guipuscoan avec des maisons nobles de son nom à Placencia, Ichaso (Iraola-Arrese) et Elgoibar, et en Biscaye, à Duranguesado. |

Famille Irastorza (Guipuscoa) :
| Blason | Blasonnement : Écartelé, aux 1 et 4 de sinople au cerf passant d'or ; aux 2 et 3 échiqueté d'azur et d'or. Note : Les blasonnements de cette page sont tous issus de cet ouvrage qui cite également d'autres sources. Commentaires : Ancienne maison noble de Zaldibia, près de Tolosa. Filiation établie depuis Domingo de Irastorza, vivant en 1590. |

Famille Iratzu (Pays de Mixe) :
| Blason | Blasonnement : D'or au loup de sable ; à la bordure bretessée de gueules. Note : Les blasonnements de cette page sont tous issus de cet ouvrage qui cite également d'autres sources. |

Famille Iraurgui (Fontarrabie) :
| Blason | Blasonnement : Parti, au 1 de sinople au château d'argent surmonté d'un homme armé d'une épée dans une main et un bouclier dans l'autre, et un autre homme, un drapeau à la main, tombant du château ; au 2 d'or au chêne de sinople, sur une onde d'azur et d'argent, accompagné au pied de l'arbre d'un homme armé une lance à la main. Note : Les blasonnements de cette page sont tous issus de cet ouvrage qui cite également d'autres sources. Commentaires : Maison noble à Dima, en Biscaye, et à Fontarrabie où elle est citée en 1625. |

Famille Irauzo (vallée du Baztan) :
| Blason | Blasonnement : Échiqueté d'argent et de sable (armes de la vallée du Baztan). Note : Les blasonnements de cette page sont tous issus de cet ouvrage qui cite également d'autres sources. |

Famille Irazabal (Guipuscoa) :
| Blason | Blasonnement : D'azur à une chaîne d'or posée en bande, accostée de deux coquilles du même. Note : Les blasonnements de cette page sont tous issus de cet ouvrage qui cite également d'autres sources. Commentaires : Maison noble à Santa Marina de Ogirondo, quartier de Bergara. |

Famille Irazoqui (Vera de Bidasoa) :
| Blason | Blasonnement : Parti, au 1 d'or à l'aigle de sable accostée de deux tourteaux d'azur ; au 2 de gueules à la croix d'or. Note : Les blasonnements de cette page sont tous issus de cet ouvrage qui cite également d'autres sources. Commentaires : Maison noble à Vera de Bidassoa, dans les Cinco Villas. Une branche à Urdax, près de Dancharia. |

Famille Irazusta (Guipuscoa) :
| Blason | Blasonnement : Parti, au 1 de gueules à cinq coquilles d'argent posées en sautoir ; au 2 d'or au chêne de sinople fruité d'or, et deux loups passants de sable, l'un derrière le tronc, l'autre brochant, les deux regardant à dextre. Alias : écartelé, aux 1 et 4 d'or au chêne de sinople, fruité d'or, accompagné de deux loups passants de sable au pied de l'arbre, et sommé d'un bras armé d'azur une épée à la main ; aux 2 et 3 de gueules à cinq coquilles d'argent posées en sautoir. Note : Les blasonnements de cette page sont tous issus de cet ouvrage qui cite également d'autres sources. Commentaires : Anciennes maisons nobles à Tolosa et Gainza. |

Famille Iriart d'Etchepare (Basse-Navarre) :
| Blason | Blasonnement : Coupé d'or et de gueules, de gueules chargé d'un croissant renversé d'argent. Note : Les blasonnements de cette page sont tous issus de cet ouvrage qui cite également d'autres sources. Commentaires : Famille qui reçut vers 1760 la salle d'Etchepare, en la paroisse d'Arhansus, en Ostabaret. |

Famille Iriarte (vallée du Baztan) :
| Blason | Blasonnement : Échiqueté d'argent et de sable (armes de la vallée). Note : Les blasonnements de cette page sont tous issus de cet ouvrage qui cite également d'autres sources. Commentaires : Maison noble à Azpilcueta qui essaima dans la vallée du Baztan à Garzain et Errazu. Juan Tomâs de Iriarte y Elizalde, d'Azpilcueta, vivait en 1684. Pedro de Iriarte Arrotea, de Garzain, chevalier de Saint-Jacques en 1767. |

Famille Iriarte (vallée de Salazar) :
| Blason | Blasonnement : D'azur au croissant renversé d'argent accompagné de trois étoiles d'or. Note : Les blasonnements de cette page sont tous issus de cet ouvrage qui cite également d'autres sources. Commentaires : Maison noble à Ochagavía. |

Famille Iriarte (Burguete) :
| Blason | Blasonnement : Écartelé, aux 1 et 4 de... à deux sangliers de sable attachés à deux arbres de sinople ; aux 2 et 3 de... à deux demi-lunes échiquetées, accompagnées de trois fleurs de lys de... Note : Les blasonnements de cette page sont tous issus de cet ouvrage qui cite également d'autres sources. |

Famille Iriarte (Fontarrabie):
| Blason | Blasonnement : Parti, au 1 de... au griffon rampant de... et une bordure échiquetée de deux tires ; au 2 de... à l'arbre de... surmonté d'une étoile à huit rais, et une bordure de... à dix huit flanchis de... Note : Les blasonnements de cette page sont tous issus de cet ouvrage qui cite également d'autres sources. Commentaires : Simon de Iriarte y Rezabal devint chevalier de l'Ordre de Charles III le 27 avril 1816. |

Famille Iriarte (Guipuscoa) :
| Blason | Blasonnement : D'argent au chêne de sinople et deux loups de sable brochants sur le tronc. À la bordure de gueules chargée de huit flanchis d'or. Note : Les blasonnements de cette page sont tous issus de cet ouvrage qui cite également d'autres sources. Commentaires : Maison noble de Tolosa. Autres maisons a Gaztelu et Berástegui. La bordure fut ajoutée par Sancho de Iriarte à la suite de sa participation à la bataille de Puerto de Muradal. |

Famille Iriartea (vallée du Baztan) :
| Blason | Blasonnement : Echiqueté d'argent et de sable. Note : Les blasonnements de cette page sont tous issus de cet ouvrage qui cite également d'autres sources. Commentaires : Maison noble d'Arizcun. |

Famille Iribarne (Basse-Navarre) :
| Blason | Blasonnement : D'azur au corbeau d'argent. Note : Les blasonnements de cette page sont tous issus de cet ouvrage qui cite également d'autres sources. Commentaires : Ancienne maison infançonne du pays d'Arberoue, anoblie en 1503 par Jean d'Albret, roi de Navarre. |

Famille Iribarne (Pays de Mixe) :
| Blason | Blasonnement : Écartelé, aux 1 et 4 d'azur au cheval d'argent ; aux 2 et 3 d'argent au corbeau de sable. Alias : parti, au 1 d'azur au cheval d'argent ; au 2 d'argent au corbeau de sable. Note : Les blasonnements de cette page sont tous issus de cet ouvrage qui cite également d'autres sources. |

Famille Iribarren (Labourd) :
| Blason | Blasonnement : De sinople au château d'argent, une chaîne sortant de la porte. Note : Les blasonnements de cette page sont tous issus de cet ouvrage qui cite également d'autres sources. |

Famille Iribarren (vallée du Baztan) :
| Blason | Blasonnement : Echiqueté d'argent et de sable (armes de la vallée du Baztan). Alias : d'azur au cerf passant d'or. Note : Les blasonnements de cette page sont tous issus de cet ouvrage qui cite également d'autres sources. Commentaires : Maisons nobles à Azpilcueta et Urrasun et à Uriz, en Val d'Arce. Reconnaissance de noblesse en 1779. |

Famille Iribarren (vallée de Salazar) :
| Blason | Blasonnement : De gueules au loup passant de sable, armé d'or, ravissant un agneau d'argent. Note : Les blasonnements de cette page sont tous issus de cet ouvrage qui cite également d'autres sources. Commentaires : Reconnaissance de noblesse en 1770 par le Tribunal royal de Pampelune en faveur de Francisco de Iribarren, comme descendant de la maison Iribarren, de la vallée de Salazar. |

Famille Iriberri (vallée du Baztan) :
| Blason | Blasonnement : D'argent à huit billettes de sinople posées en orle. Alias : d'or à douze billettes d'azur posées en orle. Note : Les blasonnements de cette page sont tous issus de cet ouvrage qui cite également d'autres sources. Commentaires : Maison noble de la vallée de la Valdorba et à Arizcun, dans le Baztan. Essaima en Guipuscoa, à Pasajes et Saint-Sébastien. |

Famille Iriberri (Basse-Navarre) :
| Blason | Blasonnement : Écartelé, aux 1 et 4 d'azur au lévrier d'argent, celui du premier quartier contourné ; aux 2 et 3 d'argent au corbeau de sable, celui du troisième quartier contourné. Note : Les blasonnements de cette page sont tous issus de cet ouvrage qui cite également d'autres sources,. Commentaires : Maison noble à Bustince. |

Famille Iriberri de Lozoroz (Bascassan) :
| Blason | Blasonnement : D'argent à une bordure de gueules chargée de douze billettes d'or. Note : Les blasonnements de cette page sont tous issus de cet ouvrage qui cite également d'autres sources,. Commentaires : Maison noble à Bascassan, en Pays de Cize. |

Famille Irigoyen (Urdax) :
| Blason | Blasonnement : Parti, au 1 d'argent à l'image de saint Jean, apôtre et évangéliste, de carnation, vêtu d'une tunique d'azur et d'un manteau de gueules, soutenant de la main gauche un calice d'or duquel sort un serpent de sinople ; au 2, de gueules à trois châteaux d'argent, ajourés de sable, 2 et 1. Note : Les blasonnements de cette page sont tous issus de cet ouvrage qui cite également d'autres sources. Commentaires : Maison noble d'Urdax, près Dancharia, dont une branche à Saint-Jean-Pied-de-Port et une à Sare, en Labourd, dont est issu un président de la République Argentine. |

Famille Irigoyen (vallée du Baztan) :
| Blason | Blasonnement : Échiqueté d'argent et de sable (armes de la vallée du Baztan). Note : Les blasonnements de cette page sont tous issus de cet ouvrage qui cite également d'autres sources. Commentaires : Maison noble à Zuazoi, quartier d'Azpilcueta, et à Errazu. Miguel de Irigoyen de la Quintana, commandant du régiment de dragons de Buenos Aires (Argentine), chevalier de l'Ordre d'Alcântara en 1794. |

Famille Iriondo (vallée d'Oiartzun) :
| Blason | Blasonnement : D'argent au chêne de sinople terrassé du même, un loup passant de sable brochant sur le tronc, accompagné de sept flanchis de gueules, 3 en chef, 2 au flanc dextre, et 2 au flanc senestre ; à la bordure échiquetée de trois tires de sable et d'argent. Note : Les blasonnements de cette page sont tous issus de cet ouvrage qui cite également d'autres sources. Commentaires : Maison noble d'Oiarzun dont un membre épousa l'héritière du palacio d'Echaide, dans le Baztan. |

Famille Iriso (Navarre) :
| Blason | Blasonnement : Écartelé, aux 1 et 4 de sinople au sautoir alaisé d or ; aux 2 et 3 d'argent au loup de sable. Note : Les blasonnements de cette page sont tous issus de cet ouvrage qui cite également d'autres sources. Commentaires : Palacio au lieu de ce nom dans vallée de Izagaondoa, près Sangüesa. |

Famille Irissari (Bortziriak) :
| Blason | Blasonnement : Écartelé, aux 1 et 4 d'argent au fer de flèche de sable ; aux 2 et 3 d'or à deux loups passants de sable. Note : Les blasonnements de cette page sont tous issus de cet ouvrage qui cite également d'autres sources. Commentaires : Maison noble à Yanci. Preuves de noblesse en 1712 par Lorenzo de Vicuña e Irissarri, originaire d'Aranaz, chevalier de Saint-Jacques. |

Famille Irouleguy-Etcheverry (Baïgorry) :
| Blason | Blasonnement : De gueules à six billettes d'argent posées en pal, 3 et 3. Note : Les blasonnements de cette page sont tous issus de cet ouvrage qui cite également d'autres sources. Commentaires : Maison noble d'Irouleguy-Etcheverry. |

Famille Irubieta (Labourd) :
| Blason | Blasonnement : D'argent à une couronne de lauriers de sinople sur une onde d'azur et d'argent. Note : Les blasonnements de cette page sont tous issus de cet ouvrage qui cite également d'autres sources. Commentaires : Alias Yrubieta et Iru-bidieta. |

Famille Iruleta (Biscaye) :
| Blason | Blasonnement : Parti, au 1 de sinople à la tour d'argent ; au 2 d'or au chêne de sinople, fruité d'or, accosté de deux sangliers de sable appuyés contre le tronc. Note : Les blasonnements de cette page sont tous issus de cet ouvrage qui cite également d'autres sources.>br />Ce blasonnement semble défectueux. Commentaires : Maison noble à Arcentales, près de Valmaseda. |

Famille Irulogos (Basse-Navarre) :
| Blason | Blasonnement : De gueules à six billettes d'argent, 3 et 3, posées en fasce. Note : Les blasonnements de cette page sont tous issus de cet ouvrage qui cite également d'autres sources. Commentaires : Armes tres semblables à celles de la salle d'Irouleguy-Etcheverry. Palacio de la vallée de Baïgorry. |

Famille Irumberry de Salaberry (Saint-Jean-le-Vieux) :
| Blason | Blasonnement : Parti, au 1 coupé en chef d'or au lion rampant de gueules, armé et lampassé du même, qui est de Sault ; et en pointe d'or à deux vaches de gueules passantes l'une sur l'autre, accornées, onglées et clarinées d'azur, qui est Béarn ; au 2 de gueules à la croix alaisée d'argent, pommetée d'or ; à la bordure cousue d'azur chargée de huit flanchis d'or, qui est Irumberry ancien. Tenants : deux anges tenant chacun une bannière de gueules chargée d'une croix fleuronnée d'argent. Cimier : une tête de Maure au naturel, tortillée et perlée d'argent. Devise : Force a Superbe, a Faible Mercy. Note : Les blasonnements de cette page sont tous issus de cet ouvrage qui cite également d'autres sources. Commentaires : Très ancienne famille qui tire nom nom de la salle d'Irumberry, à Saint-Jean-le-Vieux, et qui serait issue d'un rameau cadet des anciens vicomtes de Sault (dont la branche aînée s'éteignit au XIVe siècle), eux-mêmes issus des ducs de Gascogne. La famille d'Irumberry de Salaberry a une filiation prouvée depuis 1467. |

Famille Irun (Irun) :
| Blason | Blasonnement : De... [or ou argent] à l'arbre de sinople, accosté de deux loups de sable appuyés contre le tronc ; à la bordure de gueules chargée de huit flanchis d'or. Note : Les blasonnements de cette page sont tous issus de cet ouvrage qui cite également d'autres sources. Commentaires : Maison noble de ce nom qui portait, selon une déclaration de noblesse de 1684. |

Famille Irurozqui (Yuso-Navarre) :
| Blason | Blasonnement : D'or à trois pals de gueules. Note : Les blasonnements de cette page sont tous issus de cet ouvrage qui cite également d'autres sources. Commentaires : Palacio au lieu de ce nom, circonscription d'Aoiz. Armes du palacio de Irurozqui de Yuso. |

Famille Irurozqui (Suso-Navarre) :
| Blason | Blasonnement : D'azur à huit feuilles de peuplier d'or posées en orle. Note : Les blasonnements de cette page sont tous issus de cet ouvrage qui cite également d'autres sources. Commentaires : Armes de la branche de Suso. |